# Knowlton (Dorset)
Knowlton – wieś w Anglii, w hrabstwie Dorset. Leży 39 km na północny wschód od miasta Dorchester i 146 km na południowy zachód od Londynu.